# A Night on the Town
| 전문가 평가                   | 전문가 평가  |
| 평가 점수                     | 평가 점수    |
| 출처                          | 점수         |
| ----------------------------- | ------------ |
| AllMusic                      | [ 1 ]        |
| Christgau's Record Guide      | B            |
| Rolling Stone                 | (favourable) |
| The Rolling Stone Album Guide | [ 4 ]        |

《A Night on the Town》은 1976년 6월 18일에 발매된 영국의 싱어송라이터 로드 스튜어트의 일곱 번째 음반이다. 커버 아트는 오귀스트 르누아르의 작품인 《물랭 드 라 갈레트의 무도회》를 바탕으로 하고 있으며, 스튜어트는 시대 의상을 입고 중앙에 삽입되었다. 2009년 6월 30일, 라이노 엔터테인먼트는 보너스 트랙이 있는 2장의 CD로 음반을 재발매했다. 《A Night on the Town》은 2013년 《타임》까지 스튜어트의 마지막 영국 1위 스튜디오 음반이다.

## 배경
이 음반은 스튜어트의 가장 훌륭한 음반 중 하나로 여겨진다. 〈The Killing of Georgie〉는 스튜어트의 가장 히트한 가사 세트 중 하나로, 가족들에 의해 쫓겨나 뉴욕 유흥에서 센세이션을 일으키지만 강도 미수 중에 뉴저지 갱단에 의해 살해되는 우울한 이야기이다. 논란의 여지가 있는 〈Tonight's the Night (Gonna Be Alright)〉는 1위 히트작이었지만, 섹스와 처녀성의 상실에 대한 매우 명백한 가사로 인해 일부 라디오 방송국에 의해 금지되었다. 캣 스티븐스의 〈The First Cut Is the Deepest〉의 커버 또한 성공했고 그 이후로 스튜어트의 대표곡 중 하나가 되었다.

## 곡 목록
| #  | 제목                                       | 작사·작곡     | 재생 시간 |
| -- | ------------------------------------------ | ------------- | --------- |
| 1. | 〈Tonight's the Night (Gonna Be Alright)〉 | 로드 스튜어트 | 3:54      |
| 2. | 〈The First Cut Is the Deepest〉           | 캣 스티븐스   | 4:31      |
| 3. | 〈Fool for You〉                           | 스튜어트      | 3:49      |
| 4. | 〈The Killing of Georgie (Part I and II)〉 | 스튜어트      | 6:28      |

| #  | 제목                      | 작사·작곡                  | 재생 시간 |
| -- | ------------------------- | -------------------------- | --------- |
| 1. | 〈The Balltrap〉          | 스튜어트                   | 4:37      |
| 2. | 〈Pretty Flamingo〉       | 마크 바칸                  | 3:27      |
| 3. | 〈Big Bayou〉             | 기브 길보                  | 3:54      |
| 4. | 〈The Wild Side of Life〉 | 아리 카터, 윌리엄 워렌     | 5:09      |
| 5. | 〈Trade Winds〉           | 랄프 맥도널드, 윌리엄 솔터 | 5:16      |

## 인증
| 국가                       | 인증        | 판매량/출하량 |
| -------------------------- | ----------- | ------------- |
| 오스트레일리아 (ARIA)      | 6× 플래티넘 | 420,000^      |
| 캐나다 (뮤직 캐나다)       | 2× 플래티넘 | 200,000^      |
| 스웨덴 (GLF)               | 골드        | 50,000        |
| 영국 (BPI)                 | 플래티넘    | 300,000^      |
| 미국 (RIAA)                | 2× 플래티넘 | 2,000,000^    |
| ^출하량을 기반으로 한 인증 |             |               |